# Fisóstomos
Grupo de peixes actinopterígeos que têm durante todo o ciclo de vida um canal pneumático de ligação entre o sistema digestivo e a vesícula gasosa. 
Esta ligaçação permite que os gases desta vesícula se possam libertar pela boca, sem causar danos internos, quando se deslocam de zonas mais profundas para zonas de menor profundidade, altura em que os gases desta vesícula de expandem por diminuição da pressão. De modo contrário, este peixes têm também a capacidade de inflar a vesícula gasosa, absorvendo ar através da boca. 
Por outro lado, esta característica ananómica permite que vários tipos de peixes, possam sobreviver em águas pouco oxigenadas, como é o caso de algumas carpas e dipnóicos. Assim, a existência deste canal permite um controlo mais rápido da flutuabilidade, permitindo também apara a sobrevivência em águas pouco oxigenadas.
Os peixes que não têm deste canal na fase adulta são designados por fisoclistos. 